# 무당벌레과
무당벌레과(Coccinellidae, lady beetles)는 딱정벌레목의 한 과로, 1~13 mm의 다양한 몸집이 있는 곤충이다. 전 세계에 칠성무당벌레, 남생이무당벌레, 베달리아 무당벌레, 꼬마남생이무당벌레등의 약 4,500종이 알려져 있다.

## 생태

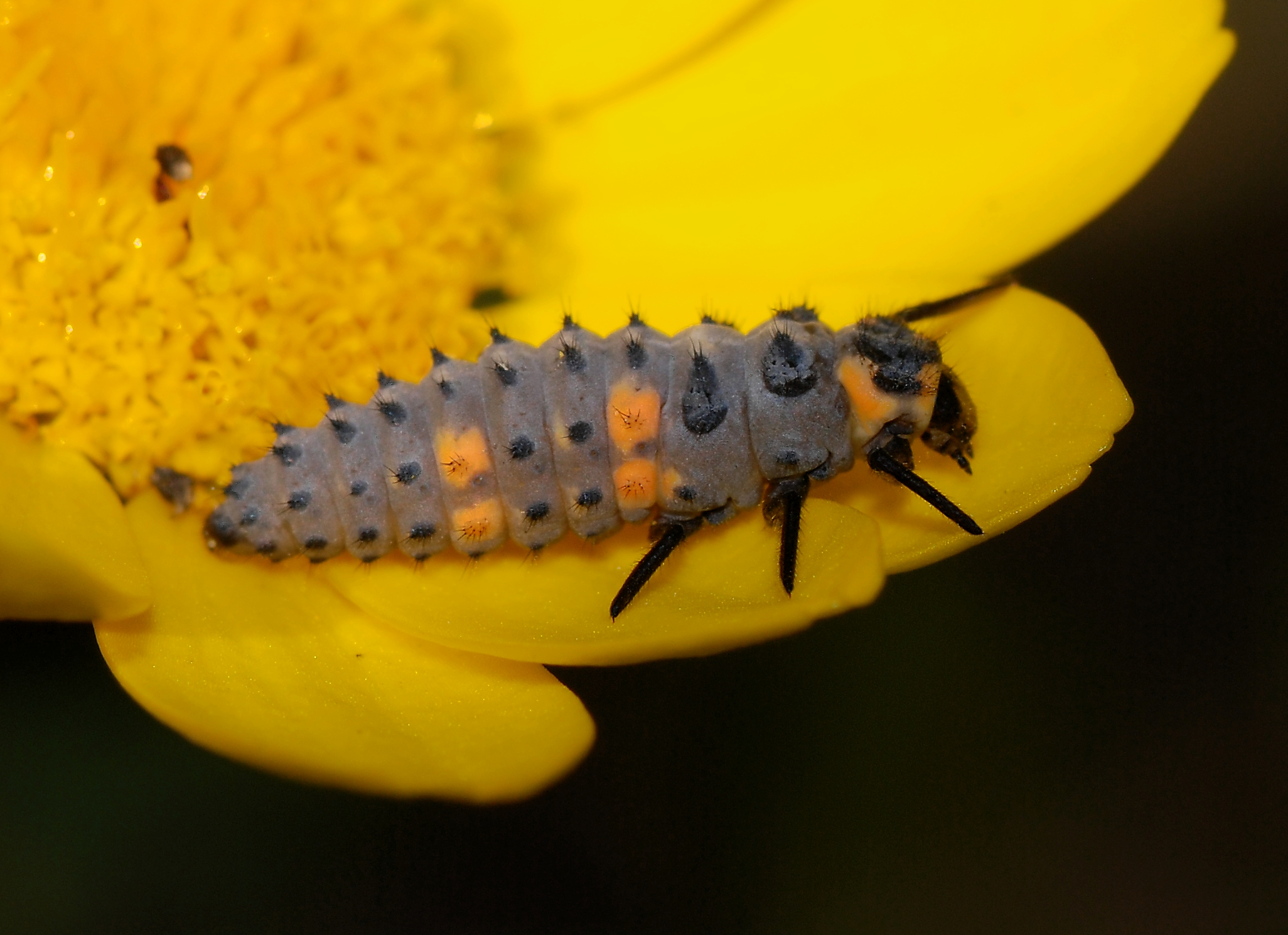
칠성무당벌레의 유충.

무당벌레는 번데기 과정이 있는 완전 변테곤충이다.
무당벌레의 몸은 눈에 띄는 경계색을 지녔는데, 이는 포식자들이 눈에 띄는 색을 독이 있거나 불쾌한 것과 연관시키기 때문이다. 무당벌레에는 독이 있는데, 이는 작은 새나 도마뱀 정도 크기의 동물에게만 해당되는 양이다. 위험을 느낄 때 다리마디에서 독이 있고 불쾌한 냄새가 나는 노란색 액체를 내놓는다. 따뜻한 봄이 되면 바깥에 나와서 활동하는데, 변온동물이라는 특징상 18도 이상의 온도이면 움직일 수 있다. 어른벌레는 진딧물이 있는 식물에 노란색의 알을 낳는데, 부화한 애벌레는 아직 태어나지 않은 알들을 무리지어서 잡아먹은 뒤, 진딧물을 잡아먹으면서 자란다. 하지만, 진딧물이 부족하면 서로 잡아먹음으로써 강한 개체만이 살아남는다.
겨울에 무리지어 동면을 취한 어른 무당벌레는 봄에 출현하여 포식활동과 산란을 하다가, 여름잠을 잔뒤 9월경에 가을에 다시 등장하여 포식활동, 번식, 산란을 하는 한살이를 갖고 있다. 무당벌레애벌레는 허물을 벗는 탈피와 여름이나 가을에 몸을 움크리는 전용상태 그리고 번데기 과정을 거쳐 어른벌레가 된다. 부화한 무당벌레 성충은 처음에는 색상이 없이 노란색의 등껍질을 갖고 있는데, 시간이 어느 정도 흘러 몸이 굳어지면 개성강한 경계색을 갖춘다. 일부 무당벌레 개체는 번데기상태에서 겨울을 난다.
무당벌레는 종류와 환경에 따라 등껍질 색상과 무늬가 다르다. 하지만 같은 종류라도 등껍질 색상이 다를 수 있어서 꼬마남생이무당벌레의 경우 베이지색, 진한 주황색,검은색등의 차이가 있다. 또한 몸크기도 달라서 몸길이가 3.5mm가량 되는 꼬마남생이무당벌레부터 12mm가량 되는 남생이무당벌레까지 다양하다. 진딧물을 먹이로 공급하면 인공사육할 수 있다.

## 먹이
무당벌레는 성충과 유충 모두 진딧물, 깍지벌레(나무의 즙을 빨아먹는 해충), 잎벌레(나무의 잎을 갉아먹는 해충)의 유충 등 농작물과 나무를 해치는 해충을 잡아먹기 때문에 해충 퇴치용으로 쓰이기도 한다. 그래서, 19세기 미국정부에서는 귤나무를 해치는 이세리아깍지벌레의 천적인 베달리아무당벌레를 오스트레일리아에서 수입하여 이세리아깍지벌레의 수를 줄인 적이 있다. 흔히 '무당벌레'하면 연상되는 칠성무당벌레도 왕성한 식욕으로 진딧물을 잡아먹는 익충으로 중세 농민들은 성모 마리아의 딱정벌레라고 부르면서 칭송했다고 한다. 이십팔점박이무당벌레처럼 감자나 가지과의 식물 또는 까마중의 잎을 먹는 초식성 무당벌레도 있으나 대다수의 무당벌레는 농업해충을 먹는 육식성 곤충이다. 노랑무당벌레는 식물의 잎에 기생하는 곰팡이와 같은 균류를 먹는 종류이다.

## 천적
무당벌레는 노란색의 고약한 냄새가 나는 액체 때문에 새들은 거의 잡아먹지 않는다. 하지만, 가지과 식물인 가지와 토마토, 감자에 피해를 주는 해충인 이십팔점박이무당벌레와 큰이십팔점박이무당벌레의 경우는 어른벌레나 유충에 기생하여 죽게하는 기생파리, 고치벌, 좀벌 등의 기생곤충에 의해서 수가 조절된다. 이런 기생곤충들은 이십팔점박이무당벌레와 큰이십팔점박이무당벌레의 애벌레나 어른벌레 몸에 알을 낳는데, 기생당한 숙주는 양분을 빼앗겨 기생곤충의 애벌레가 빠져나와 번데기가 되면 죽는다. 그 외에도 침노린재과의 육식곤충인 침노린재나 파리매과 곤충인 파리매와 게거미도 이십팔점박이무당벌레와 큰이십팔점박이무당벌레의 체액을 빨아먹는 천적이다. 그래서 해충인 이십팔점박이무당벌레나 큰이십팔점박이무당벌레를 퇴치할 땐 천적을 이용하기도 한다. 

### 사육
무당벌레는 진딧물과 같은 먹이로 사육할 수 있다. 생물적 방제를 이용하는 대표적인 곤충이다.

## 사진

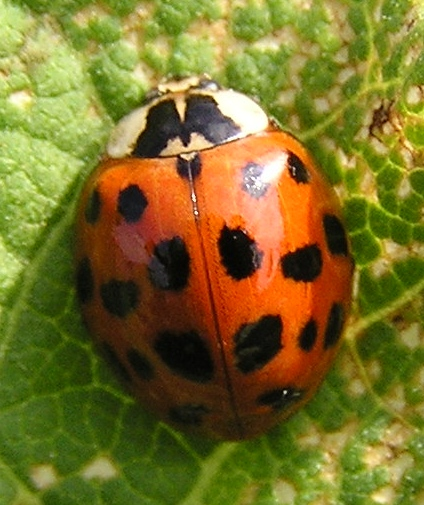
무당벌레(Harmonia axyridis).
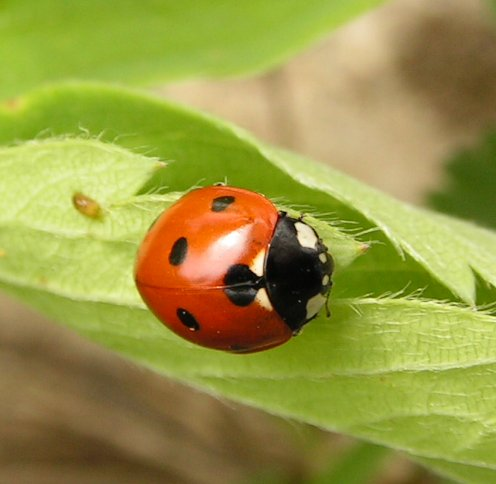
칠성무당벌레(Coccinella septempunctata)-농업과 원예해충인 진딧물의 강력한 천적.
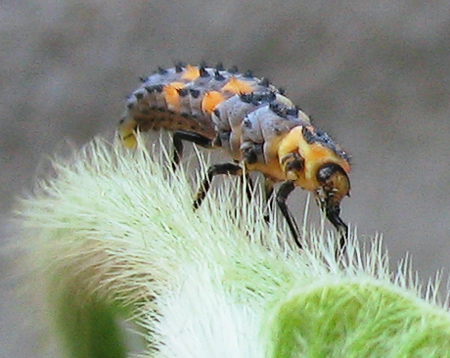
칠성무당벌레의 종령 애벌레.
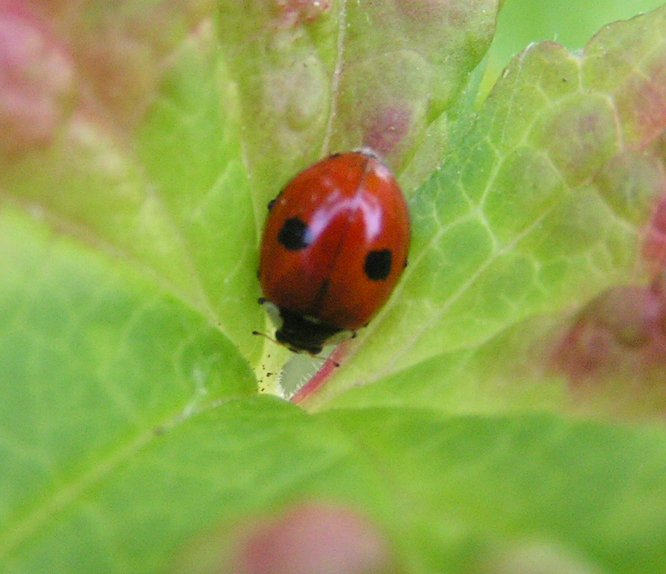
Coccinella bipunctata.
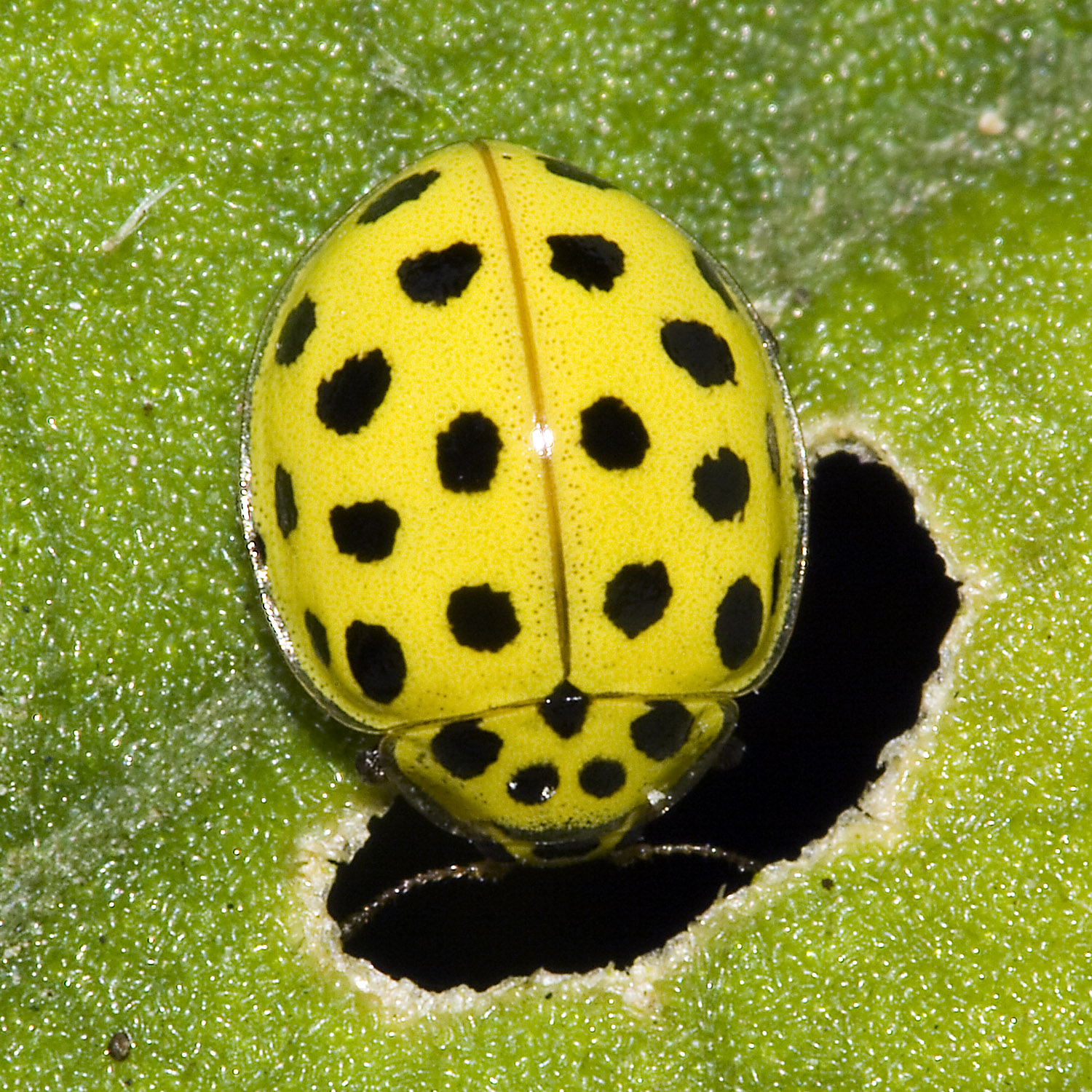
이십팔점박이무당벌레(Psyllobora vigintiduopunctata)
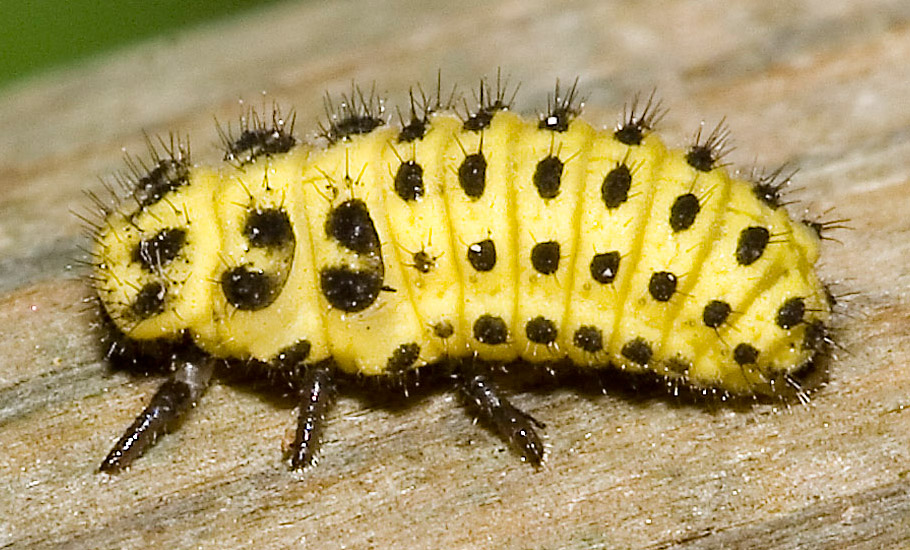
이십팔점박이무당벌레(Psyllobora vigintiduopunctata)의 애벌레.
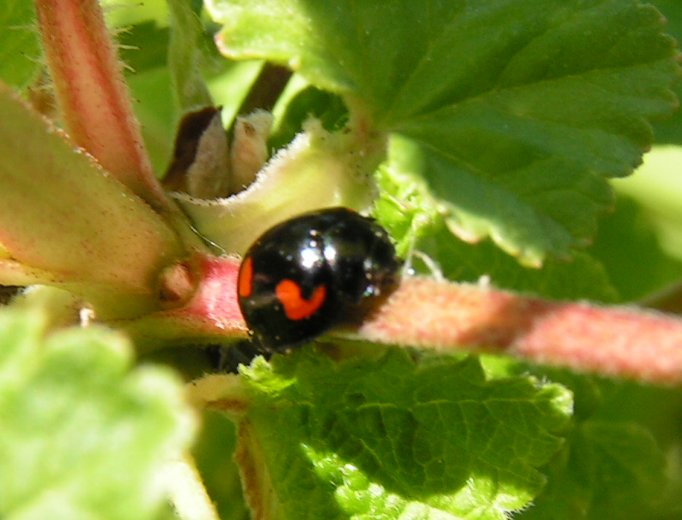
애홍점박이무당벌레(Exochomus quadripustulatus)-원예해충인 깍지벌레의 천적이다.
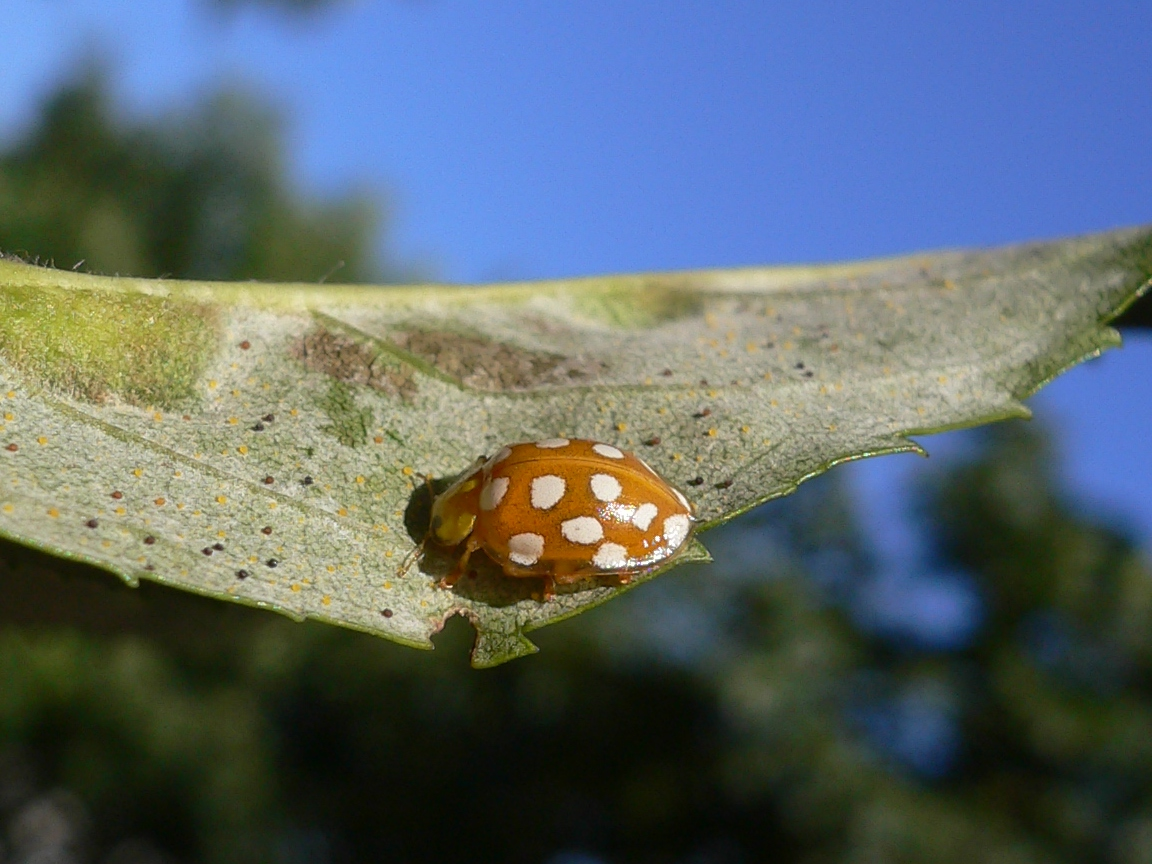
달무리무당벌레(Halyzia sedecimguttata).